# George Ade
George Ade (* 9. Februar 1866 in Kentland, Indiana; † 16. Mai 1944 in Brook, Indiana) war ein US-amerikanischer Schriftsteller, der vor allem für die humoristischen Fables in Slang bekannt ist.

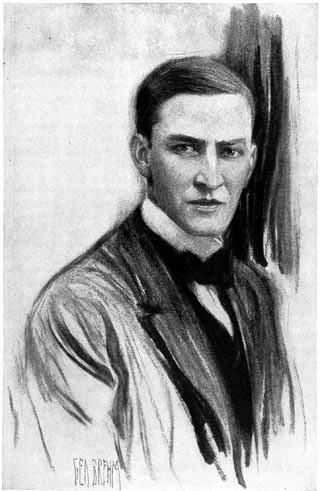
George Ade

## Leben
Ade war eines von sieben Kindern eines Farmerehepaars. Bereits der junge George zeigte mehr Interesse an Büchern als am Bestellen eines Bauernhofes. Folgerichtig studierte er an der Purdue University, nach seinem Abschluss 1887 arbeitete er zunächst als Reporter für die Zeitung Lafayette Call. 1890 wurde er Redaktionsmitglied der Chicago Morning News, die später zum Chicago Record wurde. Hier schrieb Ade die Kolumne Stories of the Streets and of the Town, in der er humoristisch das Alltagsleben in Chicago darstellte. Immer wiederkehrende Charaktere dieser Geschichten waren Artie, der Bürobote, Doc Horne, ein Lügner mit guten Manieren, und Pink Marsh, ein schwarzer Schuhputzer.
Auch Ades bekannteste Geschichten, die Fables in Slang, erschienen ursprünglich in dieser Kolumne, 1899 dann erstmals in Buchform. Die wachsende Beliebtheit von Ades Beiträgen erklärte sich vor allem dadurch, dass der Schriftsteller in ihnen voller Sympathie das Leben des „kleinen Mannes“ darstellte, des Durchschnittsamerikaners. Ades Fabeln, die landesweit vertrieben und von Essanay auch als Filmserie herausgebracht wurden (zehnmal führte Ade selber Regie), brachten ihm den Beinamen Aesop Indianas ein.
Ade schrieb auch mit wechselndem Erfolg Theaterstücke und Musicals für den Broadway. Nach zwölf Jahren in Chicago baute sich der durch seine Bücher und Landbesitz sehr wohlhabend gewordene Ade ein stattliches Haus im Tudorstil, Hazelden Farm, auf dem er Volksfeste veranstaltete. Dort hatte der politisch aktive Autor auch William Howard Taft und Theodore Roosevelt zu Gast und richtete 1919 eine Feier zu Ehren heimkehrender Soldaten aus.
Seit 1908 war er Mitglied der American Academy of Arts and Letters.

## Zum Werk
Ades Vorbild war Mark Twain; wie er wollte er seine Geschichten in einer typisch amerikanischen Sprache erzählen. In den Fables in Slang versuchte er dies durch den gezielten Einsatz von Umgangssprache. Ades Geschichten sind freundliche Satiren über bestimmte Typen der amerikanischen Gesellschaft, etwa den Aufsteiger. Die Geschichten enden fast sämtlich mit einer ironisch formulierten Moral (z. B. Fleiß und Ausdauer bringen eine sichere Belohnung) und betonen den Unterschied zwischen den althergebrachten Tugenden des Landlebens, mit denen Ade aufwuchs, und dem Streben nach schnellem materiellem Erfolg der Stadtbewohner.

## Werke
- Artie. A Story of the Streets and Town (1896)
- Pink Marsh. A Story of the Streets and Town (1897)
- Doc Horne (1899)
- Fables in Slang (1899)
- More Fables (1900)
- American Vacations in Europe (1901)
- Forty Modern Fables (1901)
- In Babel. Stories of Chicago (1903)
- Breaking into Society (1904)
- Old Town (1909)
- The Fair Co-Ed (1909, verfilmt 1927)
- I Remember Him When. A Hoosier Fable Dealing with the Happy Days of Away Back Yonder (1910)
- Hoosier Hand Book and True Guide for the Returning Exile (1911)
- Verses and Jingles (1911)
- Ade's Fables (1914)
- Hand-made Fables (1920)
- On the Indiana Trail (1930)
- Thirty Fables in Slang (1933)
- One Afternoon with Mark Twain (1939)
- Notes and Reminiscences (1940)